# Люксембургский сад (картина Матисса)
«Люксембургский сад» (фр. Le Jardin du Luxembourg) — картина французского художника Анри Матисса из собрания Государственного Эрмитажа.
На картине изображена одна из аллей Люксембургского сада в Париже. Слева — высокое дерево с красной листвой; в центре одно за другим два дерева с розовой листвой, значительная часть первого из них отбрасывает густую синюю тень; в правой части — затенённые деревья с иссиня-зелёной листвой.
Картина написана около 1901 года под явным влиянием полинезийских работ Поля Гогена. А. Г. Костеневич отмечает: «Устраняя вслед за Гогеном мелкие детали, Матисс строит композицию, слагающуюся из нескольких активных цветовых зон. Вместе с тем в его картине больше цвета, хотя он и не вдохновлялся яркими красками тропиков». Он указывает, что влияние Гогена чувствуется даже в выборе Матиссом холста крупного плетения, напоминающего джутовую мешковину, на которой Гогеном написано большинство работ Таитянского периода. Ассоциации с творчеством Гогена отмечает и Н. Н. Калитина: «Не читая подписи под картиной, трудно предположить, что это Париж — настолько здесь звучны краски и щедра растительность».
«Люксембургский сад» можно считать в творчестве Матисса переходной работой от неоимпрессионизма к фовизму — в дальнейшем он развил идеи Гогена и в своих картинах окончательно перешёл к заливке больших плоскостей чистым цветом. Он «освободится от натуралистической описательности», здесь «уже были заложены все детонаторы фовистского взрыва».
После написания картина была выставлена в парижской галерее «Дрюэ», числилась под условным названием «Пейзаж». В октябре 1906 года её приобрёл московский промышленник и коллекционер С. И. Щукин. П. П. Перцов, при описании коллекции Щукина, назвал картину «Люксембургский сад» и с тех пор она фигурирует под этим названием. После Октябрьской революции собрание Щукина было национализировано и эта картина среди прочих оказалась в Государственном музее нового западного искусства. После упразднения ГМНЗИ в 1948 году картина была передана в Государственный Эрмитаж. С конца 2014 года выставляется в Галерее памяти Сергея Щукина и братьев Морозовых в здании Главного Штаба (зал 436).
А. Г. Костеневич, анализируя картину, отмечал:

Предметы в картинах Матисса <…> взбудораживаются и сверкают вызывающе крупными мазками чистого цвета, принимая на себя энергию разбуженных чувств. <…> Деревья Люксембургского сада — не более чем упрощённые пятна силуэтов. Создателю этого пейзажа нет дела до отдельных листьев и ветвей.

Существует ещё одна работа Матисса на этот же сюжет. Эта картина написана в 1903 году и в 1905 году была подарена Анри Эдмону Кроссу; впоследствии находилась в собрании музея Чакара до Сеу в Рио-де-Жанейро (холст, масло; 40,5 × 32 см; инв. № MCC 425), откуда 24 февраля 2006 года была украдена.